# リチャード・ドレイファス
リチャード・ドレイファス（Richard Dreyfuss[ˈdraɪfəs]; 旧姓Dreyfus;, 1947年10月29日 - ）は、アメリカの俳優。身長165cm。

## 経歴
ニューヨーク・ブルックリンにてロシア系ユダヤ人の家庭に生まれる。兄のローリンも俳優。一家は、ドレフュス事件のアルフレド・ドレフュスの末裔（あるいは親戚）との言い伝えがあるが、異説もある。9歳のとき、家族と共にロサンゼルスに移り住む。
大戦後の1940年代後半生まれのハリウッド主演男優たちの中ではデビューは比較的早く、1960年代半ばの10代の頃からテレビに出演し始めた。大学に入学したものの1年で中退し、舞台にも立つようになった。やがてそこで名声を得、1967年、20歳の時に映画デビュー。同年のダスティン・ホフマンの『卒業』や往年の大女優スーザン・ヘイワード主演の映画『哀愁の花びら』に端役で出演している。また、往年の人気ドラマ『ベン・ケーシー』『奥さまは魔女』にも出演している。
1972年3月17日、舞台『君が人生の時』（ウィリアム・サローヤン作、エドウィン・シェリン演出）でヘンリー・フォンダ、ジェーン・アレクサンダーらと共演した。
1973年、『デリンジャー』にベビーフェイス・ネルソン役として出演。また同年、ジョージ・ルーカス監督の『アメリカン・グラフィティ』の主人公カートを演じ、映画俳優として脚光を浴び始め、1975年にはスティーヴン・スピルバーグ監督の『ジョーズ』に出演し、本作が全世界歴代興行成績一位を記録したことにより、スターの仲間入りを果たす。

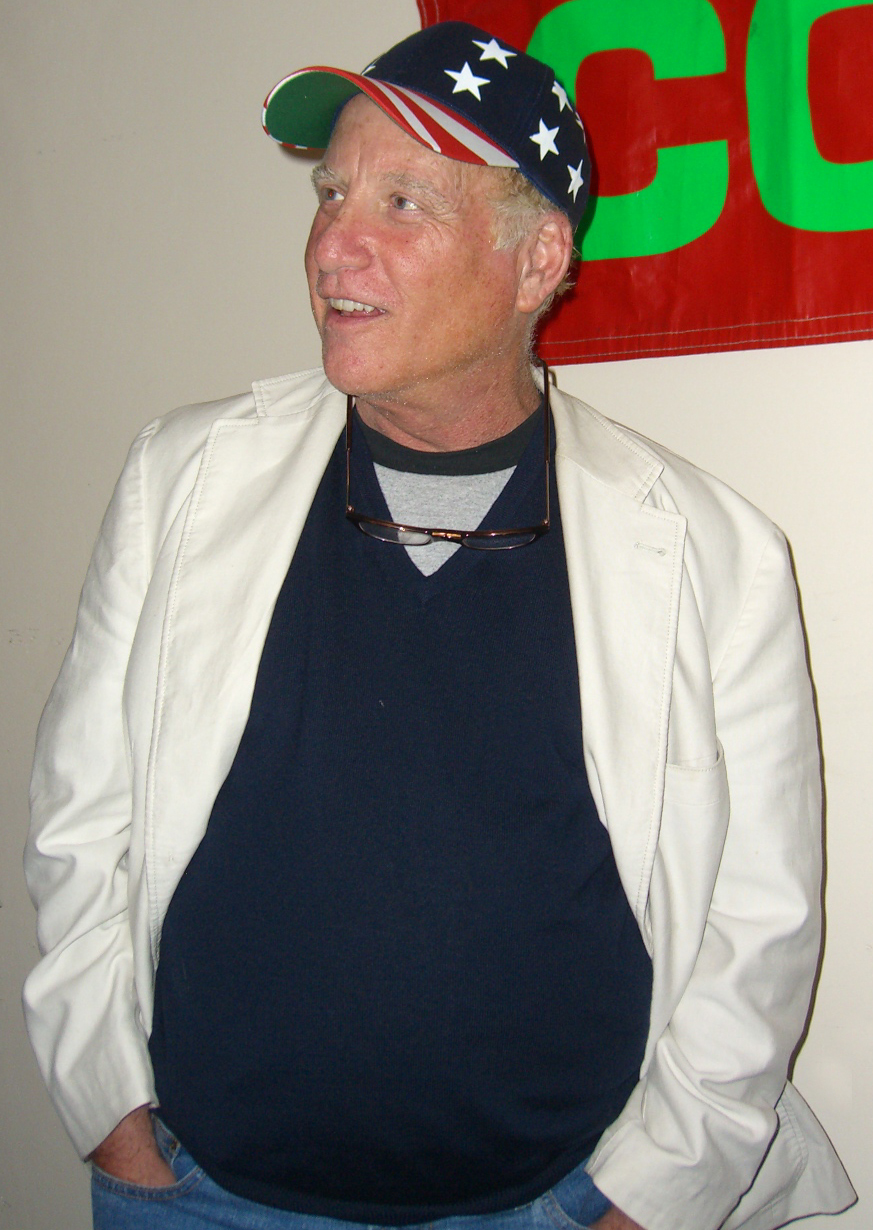
2008年6月8日、マンハッタンのビッグ・アップル・コンベンションにて

1977年公開の『グッバイガール』で第50回アカデミー賞主演男優賞を受賞。30歳156日での受賞は、当時としては史上最年少の記録となった（2002年にエイドリアン・ブロディの29歳343日に最年少記録を更新される）。同年には再びスピルバーグとタッグを組み、『未知との遭遇』にも出演。スターの座を確たるものにしたかに見えたが、ドラッグ依存に陥り、その後のキャリアは低迷した。80年代末ころから復活し、役者として円熟期に入った。
復活の一歩に、1986年『スタンド・バイ・ミー』で監督のロブ・ライナーは自分のビバリーヒルズ高校時代の同級生ドレイファスに大人になった主人公の役を依頼した。この映画で世界的スターになりハードドラッグで命を落としたリヴァー・フェニックスにドレイファスはコメントを寄せた。

## 私生活
これまで3回の結婚を経験し、最初の妻ジェラミー・レインとの間に3人の子供（二男一女）がいる。そのうち息子（長男）のベンはジャーナリスト、俳優として活動している。

## 主な出演作品

### 映画
| 公開年 | 邦題 原題                                                                      | 役名                             | 備考 | 日本語吹替                                                                             |
| ------ | ------------------------------------------------------------------------------ | -------------------------------- | --- | -------------------------------------------------------------------------------------- |
| 1967年 | 哀愁の花びら Valley of the Dolls                                               | アシスタントマネージャー         | クレジットなし |                                                                                        |
| 1967年 | 卒業 The Graduate                                                              | 下宿屋の住人                     | クレジットなし | 村山明（TBS版）                                                                        |
| 1968年 | 俺たちに鎖はない The Young Runaways                                            | テリー                           | |                                                                                        |
| 1969年 | 海軍てんやわんや騒動記 Hello Down There                                        | ハロルド・ウェブスター           | |                                                                                        |
| 1973年 | デリンジャー Dillinger                                                         | ベビーフェイス・ネルソン         | | 青野武（TBS版） 藤原啓治（テレビ東京版）                                               |
| 1973年 | アメリカン・グラフィティ American Graffiti                                     | カート・ヘンダーソン             | | 野島昭生（フジテレビ版、TBS版、機内上映版） 堀勝之祐（テレビ朝日版） 堀内賢雄（BD版）  |
| 1974年 | グラヴィッツおやじの年季奉公 The Apprenticeship of Duddy Kravitz               | グラヴィッツおやじ               | |                                                                                        |
| 1974年 | ボーイ・ワンダーの孤独 Inserts                                                 | ボーイ・ワンダー                 | |                                                                                        |
| 1975年 | ジョーズ Jaws                                                                  | マット・フーパー                 | | 樋浦勉（日本テレビ版） 古川登志夫（TBS版） 堀内賢雄（テレビ東京版、ソフト版）          |
| 1976年 | エンテベの勝利 Victory at Entebbe                                              | ヨナサン・ネタニヤフ             | テレビ映画 |                                                                                        |
| 1977年 | 未知との遭遇 Close Encounters of the Third Kind                                | ロイ・ニアリー                   | | 樋浦勉（テレビ朝日旧版） 山寺宏一（テレビ朝日新版） 入江崇史（ソフト版）               |
| 1977年 | グッバイガール The Goodbye Girl                                                | エリオット・ガーフィールド       | アカデミー主演男優賞 受賞 英国アカデミー賞 主演男優賞 受賞 ゴールデングローブ賞 主演男優賞 (ミュージカル・コメディ部門) 受賞 | 樋浦勉                                                                                 |
| 1978年 | 私立探偵モーゼス The Big Fix                                                   | モーゼス・ワイン                 | 兼製作 | 樋浦勉                                                                                 |
| 1980年 | コンペティション The Competition                                               | ポール・ディートリック           | | 古川登志夫                                                                             |
| 1981年 | この生命誰のもの Whose Life is it Anyway?                                      | ケン・ハリソン                   | | 田中信夫                                                                               |
| 1983年 | バディ・システム The Buddy System                                              | ジョー                           | 別題『バディー・システム/ボクとママの恋愛戦争』                                                                              | 樋浦勉                                                                                 |
| 1985年 | ビバリーヒルズ・バム Down and Out in Beverly Hills                             | デイヴ                           | |                                                                                        |
| 1986年 | スタンド・バイ・ミー Stand by Me                                               | 大人になったゴーディ・ラチャンス | | 池田秀一（ANA機内上映版） 樋浦勉（フジテレビ版） 野島昭生（VHS・DVD版） 原康義（BD版） |
| 1987年 | 張り込み Stakeout                                                              | クリス                           | | 広川太一郎（フジテレビ版） 樋浦勉（日本テレビ版）                                      |
| 1987年 | ナッツ Nuts                                                                    | レビンスキー                     | |                                                                                        |
| 1987年 | ティンメン/事の起こりはキャデラック Tin Men                                    | ビル・バボウスキー               | |                                                                                        |
| 1988年 | パラドールにかかる月 Moon Over Parador                                         | ジャック・ノア                   | |                                                                                        |
| 1989年 | のるかそるか Let It Ride                                                       | ジェイ・トロッター               | | 樋浦勉（VHS版） 富山敬（TBS版）                                                        |
| 1989年 | オールウェイズ Always                                                          | ピート・サンディッチ             | | 樋浦勉（VHS・DVD版、BD版、日本テレビ版）                                               |
| 1990年 | ハリウッドにくちづけ Postcards from the Edge                                   | フランケンタール医師             | | 小川真司                                                                               |
| 1990年 | ローゼンクランツとギルデンスターンは死んだ Rosencrantz & Guildenstern Are Dead | 座長                             | | 青野武                                                                                 |
| 1991年 | ワンス・アラウンド Once Around                                                 | サム・シャープ                   | | 樋浦勉                                                                                 |
| 1991年 | おつむて・ん・て・ん・クリニック What About Bob?                               | レオ・マーヴィン                 | | 谷口節                                                                                 |
| 1991年 | 逆転無罪 Prisoner of Horner                                                    | ピカール大佐                     | テレビ映画 兼製作 |                                                                                        |
| 1993年 | ニール・サイモンの ヨンカーズ物語 Lost in Yonkers                              | Louie Kurnitz                    | |                                                                                        |
| 1993年 | 張り込みプラス Another Stakeout                                                | クリス                           | | 安原義人（ソフト版） 樋浦勉（日本テレビ版）                                            |
| 1994年 | 精神分析医J Silent Fall                                                        | ジェイク・レイナー医師           | | 千田光男                                                                               |
| 1995年 | 甘い囁き The Last Word                                                         | ラリー                           | |                                                                                        |
| 1995年 | 陽のあたる教室 Mr. Holland's Opus                                              | グレン・ホランド                 | アカデミー主演男優賞 ノミネート                                                                                              | 小川真司（ソフト版） 樋浦勉（テレビ朝日版）                                            |
| 1995年 | アメリカン・プレジデント The American President                                | ボブ・ラムソン上院議員           | | 阪脩                                                                                   |
| 1996年 | ジャイアント・ピーチ James and the Giant Peach                                 | ムカデ                           | 声の出演 | 嘉門達夫                                                                               |
| 1996年 | NY検事局 Night Falls on Manhattan                                              | サム・ヴィゴダ                   | | 佐々木勝彦                                                                             |
| 1996年 | マッド・ドッグス Mad Dog Time                                                  | ヴィク                           | | 山野史人                                                                               |
| 1997年 | オリバー・ツイスト Oliver Twist                                                | ファギン                         | テレビ映画 兼共同製作 |                                                                                        |
| 1998年 | ドクター・ジャガバンドー Krippendorf's Tribe                                   | クリッペンドーフ教授             | | 安原義人                                                                               |
| 1999年 | ランスキー アメリカが最も恐れた男 Lansky                                       | マイヤー・ランスキー             | テレビ映画 |                                                                                        |
| 2000年 | FAIL SAFE 未知への飛行 Fail Safe                                               | 大統領                           | テレビ映画 | 樋浦勉                                                                                 |
| 2000年 | マイアミ・ガイズ -俺たちはギャングだ- The Crew                                 | ボビー・バルテレメオ             | | 樋浦勉                                                                                 |
| 2001年 | クライム & ダイヤモンド Who Is Cletis Tout?                                    | マイコー・トビアス               | | 秋元羊介                                                                               |
| 2001年 | レーガン/大統領暗殺未遂事件 The Day Reagan Was Shot                            | アレクサンダー・ヘイグ           | | テレビ映画                                                                             |
| 2006年 | ポセイドン Poseidon                                                            | リチャード・ネルソン             | | 石波義人                                                                               |
| 2008年 | ブッシュ W.                                                                    | ディック・チェイニー             | | 田中信夫                                                                               |
| 2009年 | マイ・ビッグ・ファット・ドリーム My Life in Ruins                              | アーヴ                           | | 樋浦勉                                                                                 |
| 2010年 | ピラニア3D Piranha 3D                                                          | マット・ボイド                   | | 柴田秀勝                                                                               |
| 2010年 | RED/レッド Red                                                                 | アレクサンダー・ダニング         | | 小島敏彦                                                                               |
| 2013年 | 少女が大人に変わる夏 Very Good Girls                                           | ダニー                           | | （日本語吹替版なし）                                                                   |
| 2013年 | パワー・ゲーム Paranoiac                                                       | フランク・キャシディ             | | 魚建                                                                                   |
| 2014年 | SQUATTERS 〜不法占拠者〜 Squatters                                             | デヴィッド・シルバーマン         | オリジナルビデオ | 樋浦勉                                                                                 |
| 2015年 | ZIPPER/ジッパー エリートが堕ちた罠 Zipper                                      | ジョージ・ヒラー                 | | 秋本善則                                                                               |
| 2018年 | また、あなたとブッククラブで Book Club                                         | ジョージ                         | | （日本語吹替版なし）                                                                   |
| 2018年 | 殺し屋 Asher                                                                   | アヴィ                           | | 菊池康弘                                                                               |
| 2019年 | ラストツアー The Last Laugh                                                    | バディ・グリーン                 | | 岩崎ひろし                                                                             |
| 2019年 | ポーラー 狙われた暗殺者 Polar                                                  | ポーター                         | | 辻親八                                                                                 |
| 2019年 | テイクバック Daughter of the Wolf                                              | “オヤジ”                         | | 松嶋潤                                                                                 |
| 2019年 | Astronaut                                                                      | Angus                            | | N/A                                                                                    |
| 2020年 | オードリー・ヘプバーン Audrey                                                  | 本人                             | ドキュメンタリー映画 | 樋浦勉                                                                                 |
| TBA    | Killing Winston Jones                                                          | Winston Jones                    | |                                                                                        |
| TBA    | The Last Job                                                                   | Ben Myers                        | ポストプロダクション |                                                                                        |

### テレビシリーズ
| 放映年        | 邦題 原題                                               | 役名                     | 備考                                     | 日本語吹替 |
| ------------- | ------------------------------------------------------- | ------------------------ | ---------------------------------------- | ---------- |
| 1965年年      | ベン・ケーシー Ben Casey                                |                          | エピソード: "Francini? Who Is Francini?" |            |
| 1966年        | ギジェットは15才 Gidget                                 |                          | エピソード: "Ego-a-Go-Go"                |            |
| 1966年        | 奥さまは魔女 Bewitched                                  | ロドニー                 | エピソード: "Man's Best Friend"          |            |
| 1966年        | ぼくら1匹6人（ママ大奮闘） Please Don't Eat the Daisies |                          | エピソード: "Francini? Who Is Francini?" |            |
| 1967年        | バークレー牧場 The Big Valley                           |                          | エピソード: "Boy Into Man"               |            |
| 1967年        | すてきなアン That Girl                                  | ジョニー・アーサー       | エピソード: "Paper Hats & Everything"    |            |
| 1967年        | 家主さんはナイスガイ Hey, Landlord!                     |                          | 2エピソードに出演                        |            |
| 1967年        | パパのおやじは30才 The Second Hundred Years             | ベン・ジュニア           | エピソード: "No Experience Necessary"    |            |
| 2001年-2002年 | The Education of Max Bickford                           | マックス・ビックフォード | 22エピソードに出演                       |            |
| 2007年        | アウター・ゾーン Tin Man                                | BB バボハウスキー        | ミニシリーズ                             |            |
| 2010年        | Weeds ママの秘密 Weeds                                  | ウォレン                 | 4エピソードに出演                        |            |
| 2011年        | Parenthood                                              | Gilliam T. Blount        | 4エピソードに出演                        | N/A        |
| 2012年        | 昏睡病棟 -COMA- Coma                                    | ヒルサイド教授           | ミニシリーズ、2エピソードに出演          | 石丸博也   |
| 2016年        | マドフ -ウォール街を騙した怪物- Madoff                  | バーナード・マドフ       | ミニシリーズ、4エピソードに出演          |            |
| 2017年        | SHOTS FIRED/ショット・ファイヤー 運命の銃弾 Shots Fired | アーレン・コックス       | ミニシリーズ、9エピソードに出演          |            |

## 日本語吹き替え
『未知との遭遇』や『ジョーズ』などの初期の作品から樋浦勉が長年に渡り担当している。ドレイファスについて樋浦は「すごく自分にはまりやすかった」としており、「このしゃべり方をしたら次はこう動くな」と画面を見れば次にドレイファスがどう動くか予測がつくと語っている。ドレイファスを吹き替えた作品の中でもVHS・DVD版、BD新録版、日本テレビ（金曜ロードショー）版の3バージョン全てで担当した『オールウェイズ』のピート・サンディッチ役は自身の代表作であるとも述べた。
樋浦自身、ドレイファスに対する思い入れが非常に強く、かなり入れ込んでいる様子を見せており、2010年の映画『RED/レッド』は樋浦が吹替における持ち役にしていた三人の俳優（ドレイファスとブルース・ウィリス、ジョン・マルコヴィッチ）の共演作であり、樋浦はこの作品においては最終的にマルコヴィッチの声を担当したものの、後のインタビューで本作の三人の内、誰を演じたかったかと問われた際には「正直なところ、僕は全部やってみたかったね」と前置きしつつも、「今思うと、一番やってみたかったのはドレイファスだったのかな…」と証言している。
このほかにも、青野武、田中信夫、古川登志夫、野島昭生、小川真司、堀内賢雄なども複数回、声を当てている。